# 5431 Maxinehelin
5431 Maxinehelin è un asteroide della fascia principale. Scoperto nel 1988, presenta un'orbita caratterizzata da un semiasse maggiore pari a 2,3278304 UA e da un'eccentricità di 0,2543064, inclinata di 23,30499° rispetto all'eclittica.